# Psychoronia
Psychoronia är ett släkte av nattsländor. Psychoronia ingår i familjen husmasknattsländor.
Kladogram enligt Catalogue of Life:
| Psychoronia | \| \| Psychoronia brooksi \| \| \| \| \| \| Psychoronia costalis \| \| \| \| |
|             | \| \| Psychoronia brooksi \| \| \| \| \| \| Psychoronia costalis \| \| \| \| |
|             | Psychoronia brooksi                                                          |
|             |                                                                              |
|             | Psychoronia costalis                                                         |
|             |                                                                              |